# Martin Donnelly (calciatore)
Martin Donnelly (Belfast, 28 agosto 1988) è un calciatore nordirlandese, centrocampista del Crumlin Star.

## Palmarès

### Club

#### Competizioni nazionali
- Campionato nordirlandese: 1

Cliftonville: 2012-2013
- Irish Football League Cup: 4

Cliftonville: 2012-2013, 2013-2014, 2014-2015, 2015-2016